# Dortmund
Dortmund er en by i Tyskland med 586.600 indbyggere (2017) i delstaten Nordrhein-Westfalen. Byen er såkaldt kreisfrei, dvs. den tilhører ikke et kreis (en slags amt) eller region. Målt på indbyggertal er Dortmund den 7. største by i Tyskland. Dortmund er en del af det store byområde Ruhr-distriktet.
Fra at være en by præget af tung industri (kulminer, stålværker, maskinindustri og bryggerier) op til 1960'erne, og efter at have gennemlevet en lang økonomisk krise fra 1970'erne til 1990'erne, er Dortmund nu præget af tjeneste- (især forsikringsselskaber) og forskningssektoren (universitet). 
Dortmund har ingen gammel bykerne, da den blev bombet under 2. verdenskrig. Et af nye kvarterer er "Ostwallviertel", som er præget af ølstuer, modebutikker samt gallerier. Ellers findes Reinoldikirche, Dortmunder U, fjernsynstårnet (Florian), Westfalenpark, Westfalenhalle samt Westfalenstadion.

## Erhvervsliv

### Forsikringsselskaber
Tekst mangler, hjælp os med at skrive teksten

### Bryggerier
Dortmund er den by i Tyskland, hvor der bliver brygget mest øl. Byens vartegn er det tidligere hovedkvarter for bryggeriet DUB, Dortmunder U (nu kunstmuseum). Tidligere var der 12 bryggerier i byen, med der er nu kun tre tilbage, Bergmann, DAB og Hövels.

## Infrastruktur
Tekst mangler, hjælp os med at skrive teksten

## Venskabsbyer
- Leeds (Forenede Kongerige) siden 1969
- Amiens (Frankrig) siden 1960
- Rostov ved Don (Russiske Føderation) siden 1977
- Buffalo (USA) siden 1978
- Novi Sad (Serbien) siden 1982
- Netanya (Israel) siden 1981
- Xi'an (Kina) siden 1992
- Trabzon (Tyrkiet) siden 2014
- Zwickau (Tyskland) siden 1988

## Eksterne links
- Wikimedia Commons har flere filer relateret til Dortmund
- Privat side med fotos Arkiveret 5. november 2012 hos  Wayback Machine (tysk)
- Med mange fotos fra Dortmund Arkiveret 1. september 2006 hos  Wayback Machine (tysk)
- Privat side om Dortmunds byhistorie Arkiveret 11. marts 2007 hos  Wayback Machine (tysk)
- Link-Portal Dortmund Community Arkiveret 5. oktober 2006 hos  Wayback Machine (tysk)
- Venskabsbyer Arkiveret 12. januar 2019 hos  Wayback Machine (tysk)
- Information om venskabet med Zwickau Arkiveret 27. september 2020 hos  Wayback Machine (tysk)